# 韓棟
韓棟（ハン・ドン、1980年11月11日-）は、浙江省杭州市蕭山区出身の中華人民共和国の俳優。中南大学土木課卒業。

## 経歴
- 演技の専門訓練を受けた俳優が多い中国の芸能界には珍しく、大学では土木を専修し、卒業後は国営企業に就職するなど、ユニークな経歴を持つ。サラリーマン生活に飽き足らず、好奇心からオーディションを受けたのをきっかけに、2005年にドラマ『非常24小時』でドラマデビューを果たした。その後、『封神演義』『封神演義〜逆襲の妲己〜（中国語版）』における楊戩役や『水滸伝 All Men Are Brothers』の九紋龍・史進役で注目され、大ヒットドラマ『宮廷女官 若曦』の第九皇子・胤禟の役で一気にブレイク。『宮廷の泪・山河の恋』では、ヒロイン玉児を愛する皇子・ドルゴン(多爾袞)を演じ、一途なキャラでさらにファンを増やした。
- 2013年～2014年にかけて、『月下の恋歌 笑傲江湖』『天龍八部〈新版〉（中国語版）』『風中の縁（中国語版）』などの人気ドラマで準主演クラスの重要な役柄を立て続けに演じ、さらには人気武侠ドラマ『鹿鼎記 ロイヤル・トランプ（中国語版）』において初の単独主演を務め、陽気な主人公・韋小宝の役を熱演した。
- 2018年には、『皇帝と私の秘密〜櫃中美人〜（中国語版）』に主演陣の一人として出演。自身初の宦官役(※『鹿鼎記』の韋小宝は偽宦官)にもチャレンジし、クールでしたたかな太監・花無歓役を好演した。また2019年のドラマ『花様衛士〜ロイヤル・ミッション〜』では、明の歴史上悪名高い奸臣・厳世蕃の役を瀟洒に怪演した。

## 人物
- キャリアの中では時代劇への出演が多いため、時代劇スターのイメージが強く、「横店一哥(横店アニキ)」の愛称で親しまれている(※時代劇用の巨大オープンスタジオ・横店影視城に仕事で詰めっきりということ)。面長の端正な顔立ちで、辮髪や坊主姿の役も得意とする。数々の作品で重要な役柄を演じ、多くのファンを獲得。SNS「微博」のフォロワー数は、2021年現在で1030万人を超えるほどである[1]。また、ドラマや映画への友情出演・特別出演なども非常に多い。

## 出演作品

### ドラマ
2004年
- 『非常24小時』-樂天穹	役(※以下「役」省略)
- 『太祖秘史』-何和禮

2005年
- 『白色情人夢』-馬齊
- 『急救生活』-方曉克
- 『女検察官手記之翻供』-夏青青
- 『龍門驛站之新嫁衣』-汪子俊

2006年
- 『封神演義』- 楊戩
- 『楊家将伝記 兄弟たちの乱世』-周旭
- 『靠山』-韓念軍
- 『李森传奇』-云义
- 『恋爱兵法』-青伟
- 『侠侣探案之商女梦断』-王克山

2008年
- 『恋愛兵法』-唐秉煜

2009年
- 『封神演義〜逆襲の妲己〜（中国語版）』- 楊戩
- 『谁懂女儿心』-于大海
- 『江城令』-常亮
- 『下南洋』-邝振家

2010年
- 『苦咖啡』-林立琛
- 『西遊記（中国語版）』-金光道長
- 『圣堂风云』-徐延芳

2011年
- 『水滸伝 All Men Are Brothers』-九紋龍史進
- 『宮廷女官 若曦』- 愛新覚羅胤禟 (九皇子)
- 『新施公案』-尔齐郡王

2012年
- 『错点鸳鸯、戏点鸳鸯』-石无痕
- 『宮廷の泪・山河の恋』-多爾袞(ドルゴン)

2013年
- 『月下の恋歌 笑傲江湖』-田伯光
- 『没有承诺的爱	』-任杰
- 『後宮の涙』-李誠
- 『蘭陵王』-楊堅
- 『名家の妻たち』-白乾笙
- 『红墙绿瓦之残阳』-咸豊帝(※青年期)
- 『土地公土地婆』-黄貴生
- 『天龍八部〈新版〉（中国語版）』-虚竹
- 『恋爱的那点事儿』-同学甲

2014年
- 『十月围城』-載灃
- 『神医大道公前传』-吴夲
- 『風中の縁（中国語版）』-李佶
- 『鹿鼎記 ロイヤル・トランプ（中国語版）』-韋小宝

2015年
- 『四大名捕〜都に舞う侠の花〜（中国語版）』-張生
- 『情满雪阳花』-李超
- 『碧血书香梦』-宣孝季
- 『四手妙弹』-祁寒
- 『爱情珠宝』-楚云翔

2016年
- 『仙剑云之凡』-夏孤临

2017年
- 『射雕英雄伝 レジェンド・オブ・ヒーロー』-王重陽
- 『爱，来得刚好』-段天朗
- 『南京爱情』-高金榜
- 『大客栈』-林卓英
- 『酔麗花〜エターナル・ラブ〜（中国語版）』-昔邪
- 『硬骨头之绝地归途』-文龙

2018年
- 『皇帝と私の秘密〜櫃中美人〜（中国語版）』-花無歓
- 『闺蜜的心事』-宋霆
- 『玄门大师』-楊戩

2019年
- 『请赐我一双翅膀』-冷立威
- 『花様衛士〜ロイヤル・ミッション〜』-厳世蕃（中国語版）

2020年
- 『决胜法庭』-铁力
- 『秋蝉』-鱼鹰
- 『塞上风云记』-呂俊杰
- 『天舞紀〜トキメキ☆恋空書院〜（中国語版）』-石星御
- 『青青子衿』-周萌
- 『長安 賢后伝』-蕭承睿
- 『跨过鸭绿江』	-郑锐

2021年
- 『玉昭令』-杨鉴
- 『与君歌〜乱世に舞う運命の姉妹〜』-光王

### 映画
2004年
- 『情癫大圣』-土狼

2005年
- 『镜里人烟』-马宁光

2006年
- 『少年荀子』-斉襄王

2007年
- 『赛车手』

2011年
- 『白蛇伝説〜ホワイト・スネーク〜』-采薬郎
- 『东成西就2011』-伊健
- 『青春的骄傲』	-郭京歌
- 『蓝调海之恋』-展沐阳

2013年
- 『爱神』马経理

2016年
- 『校花的超级保镖之无极诀』(※ネット映画)

2019年
- 『校花的超级保镖之异世营救』(※ネット映画)

2020年
- 『美人皮』-乔生(※ネット映画)
- 『降龙大师：猎龙队』-修源(※ネット映画)
- 『妖手摧花』-宋逸尘(※ネット映画)
- 『海大鱼』-海大鱼(※ネット映画)

2021年
- 『水怪2：黑木林』-杜家豪(※ネット映画)
- 『王朝の死鬼』